# TSV Bayer 04 Leverkusen (håndbold)
Bayer 04 Leverkusen er en tysk håndboldklub, der kommer fra Leverkusen i Tyskland. Klubben spiller for tiden i Handball-Bundesliga Frauen. Klubben blev grundlagt i 1904 og har hjemmebane i Ostermann-Arena, Leverkusen.
De er den klub der har vundet flest tyske mesterskaber og pokalturneringer, med henholdsvis 8 og 9 titler.

## Resultater
- Bundesliga
  - Vinder (8) : 1979, 1980, 1982, 1983, 1984, 1985, 1986, 1987
- DHB-Pokal
  - Vinder (9) : 1980, 1982, 1983, 1984, 1985, 1987, 1991, 2002, 2010
- EHF Challenge Cup
  - Vinder (1) : 2005

## Spillertruppen 2019-20
| Målvogtere - 16 Vanessa Fehr - 21 Nele Kurzke Fløjspillere LW - 09 Jennifer Souza - 34 Joanna Rode RW - 23 Svenja Huber - 77 Elaine Rode Stregspillere - 04 Anna Seidel - 10 Jennifer Kämpf - 18 Hildigunnur Einarsdóttir | Bagspillere LB - 07 Mia Zschocke - 11 Annefleur Bruggeman - 29 Pia Adams CB - 02 Mareike Thormaier - 03 Živilė Jurgutytė RB - 43 Jennifer Rode |

### Tidligere kendte spillere
| - Kristine Andersen (1996-1997) - Valentyna Salamakha (2011-2015) - Katrin Engel (2009-2010) - Kristina Logvin (2013-2015) - Debbie Klijn (1999-2004) - Branka Zec (2016-2018) - Sally Potocki (2016-2019) - Sabine Englert (2003-2007) - Nadine Krause (2001–2007, 2011-2012) - Anna Loerper (2003-2011) | - Anne Müller (1999-2010) - Sabrina Richter (2004–2008) - Laura Steinbach (2007-2013) - Clara Woltering (2000-2011) - Kim Braun (2014-2018) - Katja Kramarczyk (2016-2018) - Sabrina Neukamp (2004-2008) - Kim Naidzinavicius (2011-2016) - Marlene Zapf (2009-2014) |